# Casbia albinotata
Casbia albinotata är en fjärilsart som beskrevs av W. Warren 1903. Casbia albinotata ingår i släktet Casbia och familjen mätare. Inga underarter finns listade i Catalogue of Life.